# Sitowa
Sitowa [pronunciación en polaco: /ɕiˈtɔva/] es un pueblo ubicado en el distrito administrativo de Gmina Opoczno, dentro del condado de Opoczno, Voivodato de Łódź, en el centro de Polonia. Se encuentra a unos 7 kilómetros al sureste de Opoczno y a 78 kilómertros al sureste de la capital regional Łódź.